# Opunake

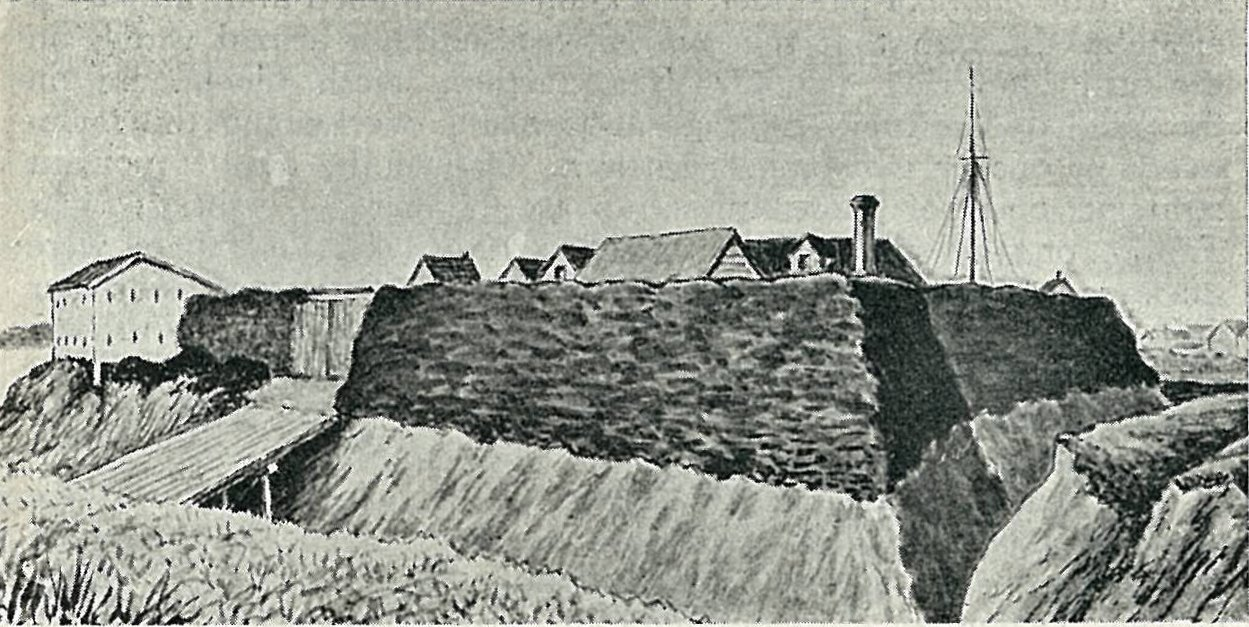
Fort bij Opunake in 1922.

Opunake is een kleine stad aan de zuidwestkust van Taranaki op het noordelijk eiland van Nieuw-Zeeland. De stad ligt 45 kilometer ten zuidwesten van New Plymouth en 29 km ten noordwesten van Manaia. In 2006 woonden er 1368 mensen in Opunake.
De stad werd gesticht rond 1880 en zou een belangrijke haven moeten worden. Echter, buiten een pier uit 1891 is daar weinig van terechtgekomen. Opunake is het centrum voor de lokale zuivelindustrie en tevens een populaire toeristenbestemming vanwege de zandstranden.

## Geboren
- Jim Bolger (1935), premier van Nieuw-Zeeland (1990-1997)
- Peter Snell (1938-2019), atleet en meervoudig olympisch kampioen